# Marino Funahashi
Marino Funahashi（1989年〈平成7年〉10月12日 - ）は、日本の現代美術家。愛知県出身。武蔵野美術大学大学院 空間演出デザイン修士課程 修了。株式会社 MARINO Creative Rooms 代表、日本テクスチャーアート協会 代表理事。

## 経歴
代々造園業の家庭で画家の父のもとに生まれる。その影響で幼少期から絵を学ぶ。また、自然の中にあるものを使っての創作を好んでいた。
2014年に武蔵野美術大学 空間演出デザイン修士課程を修了。在学中は映画美術の世界に憧れがあり、舞台美術を学ぶ。大学院では和紙とドライフラワーの融合の研究を行っていた。
修了後はモデル活動を行っていたが、その後アーティスト転身。当初、作者名は"MARINO."だったが、2025年8月に”Marino Funahashi”に改名。
2020年
- アルコールインクアートとテクスチャーアートに出会う[6]。

2021年
- 4月　日本テクスチャーアート協会を設立[6][7]
- 6月　一般社団法人化[7]

2022年
- 作者名「MARINO.」でアーティストとしての展示活動を開始[8]
- 8月　『Independent Tokyo 2022』展示[9]
- 10月　個展『色の記憶』開催[10]
- 11月　『100人10』展示[11]
- 11月　個展『CONFRONT - 意識の内側』開催[12]

2023年
- 1月　『+STA Exhibition』展示[13]
- 2月　個展『曖昧美 - I MY ME -』開催[14]
- 3月　『WHAT CAFE EXHIBITION vol.25』展示[15]
- 4月　『GALERIA AZUR SESSION 3 Berlin』（ベルリン）展示[16]
- 7月　百貨店巡回展『ONBEAT Art Show』（銀座三越等）[1][17]
- 10月　『KIZASHI2023』展示[18]
- 10月　個展『無意識の循環』開催[19][20]
- 11月　『ART FESTA GINZA』（松屋銀座）展示[1][21]
- 11月　『gallery 201 10th Anniversary Exhibition』展示[22]
- 12月　『Spiral Xmas Market 2023』展示[23]

2024年
- 1月　『祈り -inori-』（六本木蔦屋書店）展示[24]
- 2月　『New Energy Tokyo』展示[25]
- 6月　『JK- GARTCOMPETITION 2024』参加[26][27]
- 9月　個展『玉響の庭 -呼応する生命とその軌跡-』開催[28]
- 10月　『DESIGNART TOKYO 2024』（渋谷西武）コラボレーション展示[29]
- 11月　大室の杜 玉翠アートギャラリーにて作品展示[30]
- 11月　『O.C.S.D.チャリティーアート展』展示[31]

2025年
- 1月　株式会社 MARINO Creative Rooms 設立[3]
- 3月　『ART@GINZA』展示[32]
- 3月　『「FYA」-FEATURED YOUNG ARTIST-』（伊勢丹新宿店）展示[33]
- 3月　『EPHEMERAL VISTAS 儚き景色』展示[34]
- 4月　『Girl Power 2.0』展示[35]
- 4月　『bonudary』展示[36]
- 5月　『COLOR AND LUMINES』展示[37]
- 5月　『THE Art Room』展示[38]
- 5月　『7 Sceneries』（大丸東京店）展示[39]
- 5月　インショップギャラリー展示（マークスタイル麻布台ヒルズ）[40]
- 7月　『ブレイク前夜 in YOKOHAMA』（横浜そごう）展示[41]
- 7月　『CROSSING』展示GINZA SIX[42]
- 7月　個展『消えゆく輪郭』（名古屋栄三越）開催[43]
- 8月　作家名を「Marino Funahashi」に改名[44]。

## 作風と思想的背景

### 創作背景と主題形成
- 実家が造園業の影響で幼少期から植物や自然と接する環境で育つ[45]。
- 咲いては枯れる花など、自然の循環に日常的に触れ、時間や消失の感受性を育む[45]。
- 失われていくものの執着や孤独感を、言葉でなく形にして残したいという思いが創作の原点となる[45]。
- 初期作品では自身の記憶を主題とし、そこに多く登場した自然物に次第に焦点を移す[46]。
- 自然物を描写対象でなく、記憶や感覚を喚起する存在として捉え、「自然という『時』を描く」という理念を形成[46]。

### 時間と記憶の表現
- 自然の中にある一度きりの現象や移ろう感覚に着目し、視覚化しにくい時間の断片や存在の痕跡を描こうとしている[45][46]。
- 風や雨、湿度、匂いなどを通じて、「今しかない瞬間」の執着や記憶の再構築を作品に込めている[45]。
- 写真や映像による記録が容易な時代において、抽象表現によって曖昧な感覚や記憶を喚起することを重視[45]。

### 主な作品とシリーズ展開
- 《RAIN》シリーズでは、雨という自然現象を主題に取り上げ、匂いや温度、空気感などの変化を視覚化している[46]。
- 雨を通じて、室内空間に自然の感覚を取り込む試みがなされており、感覚的な体験の再現が意図されている[46]。

### 表現手法と活動の広がり
- アクリルや油彩を用いた平面表現を主軸としつつ、素材や技法にとらわれない姿勢を持つ[46]。
- 映像、映画美術、ファッション、パブリックアートなど、空間的・立体的な表現の展開も視野に入れている[46]。
- 自然物を主題とすることで、芸術に馴染みのない層にも受容されやすく、作品を通じた癒しや共感の提供を意識している[45][46]。

## 出演

### テレビ
- 『ブレイク前夜』BSフジ、2025年3月11日[45][47]